# Notoplax leuconota
Notoplax leuconota är en blötdjursart som först beskrevs av Hedley och Hull 1912.  Notoplax leuconota ingår i släktet Notoplax och familjen Acanthochitonidae. Inga underarter finns listade i Catalogue of Life.